# Justice League: Chronicles
Justice League: Chronicles es un videojuego desarrollado por Full Fat y publicado por Midway para Game Boy Advance. Fue lanzado el 12 de noviembre de 2003.
Chronicles es la secuela de Injustice for All y, al igual que su predecesor, se basa en la serie animada Justice League de Cartoon Network.
Este juego tiene 3 niveles y cada uno tiene dos personajes. En la primera etapa está Green Lantern y Flash, en la segunda está Batman y Hawkgirl y la última es Superman y Wonder Woman.

## Trama
Cuando Martian Manhunter detecta una poderosa presencia psíquica en el Ártico, los otros seis miembros de la Liga de la Justicia deben investigar. 
Varios villanos están causando porblemas en el mundo y es el deber de la liga divirse en grupos de dos y detenerlos.

## Jugabilidad
En cada nivel, se controla a un par de superhéroes. En un jugador, cambiarás entre ellos con el botón de selección y el personaje inactivo será manejado por la IA. También hay un modo cooperativo, donde un segundo jugador se conecta y cada uno controla un personaje.
Hay tres conjuntos de niveles: Green Lantern y Flash, Superman y Wonder Woman y finalmente Batman y Hawkgirl. Los niveles se presentan en una forma pseudo-3D con personajes capaces de moverse a lo largo de los ejes x y z. Los niveles pueden hacer que te muevas hacia arriba, de izquierda a derecha o hacia abajo para alcanzar tu objetivo, o atascado en un lugar con los enemigos que se acercan al jugador.
El sistema de lucha incluye el botón estándar de salto y ataque, pero también tiene ataques especiales que son únicos para cada personaje. Este ataque está controlado por un medidor especial debajo del medidor de salud. El uso del especial del personaje agota completamente este medidor y no se puede usar de nuevo hasta que el medidor se vuelva a llenar, lo que toma varios segundos.
Además del modo historia principal, hay un modo de entrenamiento Watchtower que permite usar cualquier par de personajes en cualquier nivel. Sin embargo, no se puede utilizar dos del mismo personaje.

### Niveles
Este juego costa de tres niveles, en donde se juega con 2 personajes cada uno. Donde también se puede cambiar de personaje entre esos dos:
1. Corazon Frio: Flash y Green Lantern tienen que detener a Killer Frost, pero en la última parte del nivel  se descubre que se ha aliado con Eclipso.
2. Juicio en Ciudad Gorila: Gorila Grodd adquiere a Amazo y lo utiliza para enmarcar toda la liga de la justicia para los crímenes contra la Ciudad Gorila. Batman y Hawkgirl se liberan para que puedan limpiar sus nombres.
3. Los Tiempos Salvajes: El villano inmortal Vandal Savage (Vándalo Salvaje en español) regresa en el tiempo para cambiar la historia y hacer que los nazis ganen la Segunda Guerra Mundial. Superman, Wonder Woman y Martian Manhunter lo siguen para así detenerlo.

## Personajes

### Principales
- Superman
- Batman
- Wonder Woman
- Green Lantern
- Hawkgirl
- Martian Manhunter

### Villanos
- Killer Frost
- Eclipso
- Gorila Grodd
- Amazo
- Vandal Savage

## Recepción
Justice League: Chronicles recibió críticas generalmente desfavorables basadas en siete reseñas según el sitio web agregador de reseñas Metacritic.
GameZone dijo que "la capacidad de jugar como algunos de los personajes de DC del exitoso programa de dibujos animados en Cartoon Network fue ingeniosa, pero los problemas de inteligencia artificial y las escenas de acción repetitivas tienden a volverse un poco aburridos después de un tiempo".
GameSpy dijo que "Chronicles tiene algunos de los controles más insensibles que he experimentado en mucho tiempo" .
Nintendo Power dijo que "los personajes son grandes y atrevidos y el ritmo es rápido, pero las acciones de los personajes se limitan a correr, saltar y dar puñetazos, aunque deberían ser capaces de mucho más".
Yahoo! dijo que "si el control de los personajes fuera más estricto, los diseños de niveles un poco más variados y el sonido un poco menos repetitivo, podría haber sido una excelente manera de perder el tiempo con los viejos favoritos".
Craig Harris de IGN dijo que "una producción extremadamente descuidada que no es divertida de jugar, e incluso si te encanta la serie, este juego podría terminar alejándote de la franquicia".
GamePro dijo que "lo único que podría haber debilitado este juego despreocupado y descuidado habría sido lanzar a Aquaman."
Game Informer dijo que "como fanático de las historietas, juegos como este me reducen a un desorden tembloroso y roto: acostado en posición fetal debajo de mi escritorio con lágrimas corriendo por mi rostro como un niño perdido".